# Nick Aldis
Nicholas Harry "Nick" Aldis (Norfolk, 6 november 1986) is een Engels professioneel worstelaar die werkzaam was bij Total Nonstop Action Wrestling (TNA) (nu bekend als Impact Wrestling) onder de ringnaam Magnus. Sinds 13 oktober 2023 is hij de  on-screen General Manager (Algemeen directeur) van WWE Smackdown.

## In worstelen
- Finishers
  - Sharpshooter
  - Tormentum (TNA) / Twisting Samoan drop (Independent circuit)
- Signature moves
  - European uppercut
  - Falling powerbomb
  - Falling powerslam
  - Leg drop
  - Slingshot elbow drop

## Prestaties
- New Japan Pro Wrestling (NJPW)
  - IWGP Tag Team Championship (1 keer met Doug Williams)
- Total Nonstop Action Wrestling
  - TNA World Heavyweight Championship (1 keer)
  - TNA World Tag Team Championship (2 keer; met Doug Williams (1x) en Samoa Joe (1x))